# Alexandra Spînoche
Alexandra Spînoche (ur. 4 stycznia 2003 w Konstancy) – rumuńska siatkarka, grająca na pozycji rozgrywającej, reprezentantka Rumunii.